# Heckler & Koch G3
Heckler & Koch G3 je borbena puška koju je tijekom 1950-ih razvila njemačka tvrtka Heckler & Koch GmbH (H&K) u suradnji sa španjolskom agencijom CETME (Centro de Estudios Técnicos de Materiales Especiales).
Povijesni razvoj ove svjetski poznate automatske puške zalazi na kraj Drugog svjetskog rata kada su Njemački inženjeri otišli i emigrirali u Španjolsku. Na temelju Njemačke jurišne puške STG 45kalibra 7,9mm razvili današnju pušku G-3 koja je u masovniju upotrebu dolazi 1959.g.

G-3 je maksimalno iskorištena upravo zbog svoje moderne konstrukcije. Tradicionalne drvene obloge i metalni okviri zamijenjeni su daleko lakšim materijalima kao što je plastika.

Puška radi na principu usporenog trzanja zatvarača, a može djelovati pojedinačno i rafalno na daljinama do 400m.

Kočnica se nalazi s desne strane, a označena je tako da slovo S znači ukočeno, slovo F rafalno, a slovo E jedinačno.

Neke novije puške imaju tu mogućnost da mogu ispaliti rafalno samo 3 metka zbog preciznosti i iskorištenosti streljiva.

Na neke novije modele je moguće postavljanje bacača granata. Trombloni se uredno ispaljuju s odgovarajućim tromblonskim mecima.

G3 je doživio velik izvozni uspjeh i prodan je u više od 40 država, a vlastitu proizvodnju pod licencom su pokrenule: Francuska (MAS), Grčka (Hellenic Arms Industry), Iran (Defense Industries Organization), Meksiko, Mjanmar, Norveška (Kongsberg Vapenfabrikk), Pakistan (Pakistan Ordnance Factories), Portugal (FVS), Saudijska Arabija, Švedska (FFV), Tajland, Turska (MKEK) i Velika Britanija (Royal Ordnance).
Konstrukcijsko-balistički podaci:
| Kalibar (mm)                | 7,62x51mm (NATO) |
| Kapacitet spremnika (kom)   | 20               |
| Učinkovit domet (m)         | 400              |
| Brzina zrna (m/s)           | 854              |
| Masa praznog oružja (kg)    | 4,4              |
| Brzina gađanja (metaka/sek) | 10               |
| Dužina cijevi (mm)          | 450 glatka cijev |
| Dužina oružja (mm)          | 1025             |

Način ciljanja je pak drugačiji nego kod drugih pušaka. Ciljnik se sastoji od prednjeg i zadnjeg ciljnika. Na zadnjem ciljniku ima podjela od 1 do 4, a to su ujedno daljine gađanja.

Dijelovi optičkog ciljnika su: rotirajući stražnji ciljnik, otvor na stražnjem ciljniku, ciljnička točka, svjetlosni krug i prednji ciljnik.

## Vanjske poveznice
- Slike i usporedbe
- HK muzej
- G3 puška  Arhivirana inačica izvorne stranice od 18. veljače 2021. (Wayback Machine)
- world.guns  Arhivirana inačica izvorne stranice od 13. srpnja 2007. (Wayback Machine)